# アーサー・エジャートン (第3代ウィルトン伯爵)
第3代ウィルトン伯爵アーサー・エドワード・ホランド・グレイ・エジャートン（英語: Arthur Edward Holland Grey Egerton, 3rd Earl of Wilton、1833年11月25日 – 1885年1月18日）は、イギリスの貴族、政治家。1833年から1882年までグレイ・ド・ウィルトン子爵の儀礼称号を使用した。保守党に属し、庶民院議員（在任：1859年 – 1865年、1873年 – 1874年）を務めた。

## 生涯
第2代ウィルトン伯爵トマス・エジャートンと1人目の妻メアリー・マーガレット（Mary Margaret、旧姓スミス＝スタンリー（Smith-Stanley）、1801年3月23日 – 1858年12月16日、第12代ダービー伯爵エドワード・スミス＝スタンリーの娘）の息子として、1833年11月25日に生まれた。1845年から1850年までイートン・カレッジで教育を受けた後、1851年10月22日にオックスフォード大学クライスト・チャーチに入学した
1853年7月9日、ランカスター公爵所有ヨーマンリー連隊のコルネット（騎兵少尉）に任命された。1857年11月13日、中尉に昇進した。1860年10月に辞任した。1864年3月10日、大尉として再び入隊した。1869年7月12日、少佐に昇進した。1882年1月11日、中佐の名誉階級を与えられた。同年3月29日、中佐に正式に昇進した。同年5月3日、名誉隊長（大佐）に任命された。1884年10月29日に辞任した。
1854年6月20日にライフガーズ第1連隊の少尉としての辞令を受けたが、同年7月初までに取り消された。同年8月4日に改めて辞令を購入する形で再任命された。1856年2月8日、中尉への昇進を購入した。1859年8月、陸軍から引退した。
1860年2月19日にマンチェスター・ライフル志願兵第1連隊副隊長に任命され、1863年9月に辞任した。同年10月14日、連隊の名誉隊長に任命された。
1859年イギリス総選挙で保守党候補としてウェイマス・アンド・メルコム・レジス選挙区から出馬、340票（得票数2位）で当選した。1865年イギリス総選挙ではわずか28票（得票数3位）しかえられずに落選した。
1873年6月に保守党候補としてバース選挙区の補欠選挙に出馬、2,194票で当選した。1874年イギリス総選挙で再選を目指したが、2,348票（得票数4位）で落選した。
1875年6月14日、連合王国貴族であるランカシャーにおけるグレイ・ド・ラドクリフ男爵に叙された。
1882年3月7日に父が死去すると、ウィルトン伯爵位を継承した。1882年時点でランカシャーに8,013エーカーの、スタッフォードシャーに853エーカーの、ウェスト・ライディング・オブ・ヨークシャーに775エーカーの、サマセットに196エーカーの、レスターシャーに33エーカーの、シュロップシャーに1エーカーの領地を所有し、合計で年収31,234ポンド相当だった。
1885年1月18日にレスターシャーのエジャートン・ロッジ（Egerton Lodge）で死去した。グレイ・ド・ラドクリフ男爵位は廃絶、ウィルトン伯爵位は弟シーモア・ジョン・グレイが継承した。遺言状で遺産の大半を妻に譲った。

## 家族
1858年8月11日、エリザベス・シャーロット・ルイーザ・クレイヴェン（Elizabeth Charlotte Louisa Craven、1836年6月13日 – 1919年3月8日、第2代クレイヴェン伯爵ウィリアム・クレイヴェンの娘）と結婚したが、2人の間に子供はいなかった。